# Francesco Gallo (vescovo)
Francesco Gallo (Torre Annunziata, 2 febbraio 1810 – 16 settembre 1896) è stato un vescovo cattolico italiano.

## Biografia
Nato da Mariano e Gaetana Leveque, fin da piccolo mostrò la vocazione per il sacerdozio, ragion per cui il padre lo rinchiuse nel seminario di Nola, dove venne ordinato sacerdote il 15 marzo 1834. Nominato professore di lettere dal vescovo Gennaro Pasca, nel 1846 divenne parroco della Basilica Ave Gratia Plena di Torre Annunziata apportandovi notevoli lavori di ingrandimento.
Laureatosi in Sacra teologia, si iscrisse alla Congregazione dei preti missionari di Nola. Il 25 marzo 1855 fu consacrato vescovo di Avellino da Papa Pio IX.

Vescovo in pieno periodo risorgimentale, il suo mandato fu uno dei più contrastati dalle autorità civili, tanto che fu mandato addirittura in esilio a Torino con la violenza in quanto filoborbonico. Le persecuzioni non piegarono la sua fede, né il suo carattere e questo atteggiamento gli valse la stima del pontefice che gli fece dono di una medaglia di valore inestimabile oltre al titolo di Arcivescovo. Proibì ai prelati della sua diocesi di partecipare alle celebrazioni dell'unità nazionale del 2 giugno, minacciando sospensioni a divinis.

Nonostante l'esilio, che durò dal 1861 al 1866, riuscì a far terminare i lavori di rifacimento della Cattedrale di Avellino, che fu completamente trasformata nello stile architettonico. Promosse inoltre molte opere di assistenza e carità. Papa Leone XIII gli concesse l'uso personale del pallio.
Monsignor Francesco Gallo era un vescovo molto devoto alla Vergine Immacolata e fu un grande promulgatore del culto dell'Immacolata, per gli avellinesi nota come Madonna Assunta, tanto da organizzare molti incontri pubblici a tema mariano, esortando la popolazione a partecipare sempre più numerosa, oltre che alle funzioni liturgiche, anche alla annuale processione del 15 agosto dedicata alla Madonna, che di anno in anno divenne sempre più imponente. Durante il suo episcopato nella Diocesi di Avellino, grazie alla sua grande devozione verso l'Immacolata, il Vescovo decise di iscriversi come membro dell'Arciconfraternita dell'Immacolata Concezione di Avellino e vi rimase iscritto per tutti i suoi quarantuno anni di episcopato, vale a dire dal 1855 fino alla data della sua morte, ossia il 16 settembre 1896.

## Genealogia episcopale
La genealogia episcopale è:
- Cardinale Scipione Rebiba
- Cardinale Giulio Antonio Santori
- Cardinale Girolamo Bernerio, O.P.
- Arcivescovo Galeazzo Sanvitale
- Cardinale Ludovico Ludovisi
- Cardinale Luigi Caetani
- Cardinale Ulderico Carpegna
- Cardinale Paluzzo Paluzzi Altieri degli Albertoni
- Papa Benedetto XIII
- Papa Benedetto XIV
- Papa Clemente XIII
- Cardinale Marcantonio Colonna
- Cardinale Giacinto Sigismondo Gerdil, B.
- Cardinale Giulio Maria della Somaglia
- Cardinale Luigi Lambruschini, B.
- Cardinale Girolamo d'Andrea
- Vescovo Francesco Gallo

## Documenti e opere
- Orrdo divini offici ad horas canonicas et missae sacrificium quotidae servandus in civitate et diocesi Abellini
- Notificazione che pubblica l'Enciclica de' 19 gennaio 1860 Nullis certe verbis (1860)
- Lettera pastorale di S. E. R.ma monsignor Vescovo di Avellino al clero e popolo della sua diocesi (1861)
- Officia propria sanctorum recitanda ab universo clero civitatis et dioecesis abellinensis a summis pontificibus et a SS. Domino Pio papa 9. nuper concessa illustriss. et reverendiss. domino Francisco Gallo s.t.d. Dei et Apost. sedis gratia episcopo ejusd. civit. et dioeces. baron. quintod. et abbat. SS. Annunt. Prataeinstante (1863)
- Lettere pastorali di monsignor vescovo di Avellino Francesco Gallo (1864)
- Lettera pastorale di monsig. Gallo vescovo di Avellino (1865)
- Lettera pastorale per la pubblicazione del Santo Giubileo concesso a tutto l'Orbe Cattolico (1865)
- Notificazione dell'Ill.mo e Rev.mo Monsignor Gallo vescovo di Avellino (1870)
- Lettere pastorali per la quaresima del 1877 (1887)
- La felicità di chi lavora (1880)
- Pel settimo centenario di san Francesco d'Assisi: canto (1882)
- Per compiere le restaurazioni del duomo : lettera pastorale al clero ed al popolo della Diocesi di Avellino (1884)
- Officia propria sanctorum nec. non votiva pro singulis hebdomadae feriis recitanda ab universo clero civitatis et dioecesis abellinensis a summis pontificibus Pio PP. 9. et Leone PP. 13. usque ad hanc diem concessa illustr. ac rever. domini Francisci Gallo (1884)
- Novena della Madonna del Carmine (1886)
- Novena della Madonna del Carmine: Discorso II (1886)
- Novena della Madonna del Carmine: Discorso III (1886)
- Lettera pastorale nella quaresima del 1886 (1886)
- La felicità di chi lavora: Racconti popolari (1886)
- Notizie sullo scapolare (1887)
- Novenario della Madonna del Carmine (1887)
- Breve cenno della vita di Simone Stock (1887)
- Filantropia, patriottismo e religione: esempi tratti dalla storia antica e moderna e dai fatti contemporanei (1887)
- Brevi notizie sulla bolla detta Sabatina (1887)
- Casus conscientiae enodandi a sacerdotibus civitatis et diocesis Abellini de mandato illustr. ac rever. domini Francisci Gallo sacrae theologiae doctoris miseratione divina et apostolicae sedis gratia episcopi Abellinensis com. quintodecimi SS. Annunciatae terrae pratae abb. et sanctitatis suae Leonis papae 13. praelati domestici ac pontificio solio adsistentis (1887)
- Italia e Roma; Leone XIII (1888)
- Francesco Gallo dottore in sacra teologia per la grazia di Dio e della Santa Sede (1888)
- Lettera pastorale per l'anno 1890 (1890)
- Lettera pastorale di monsignor d. Francesco Gallo... nella quaresima del 1893 (1893)
- Le cerimonie della Messa (1895)
- Poche parole sulla relazione dei sacrifizii degli ebrei col sacrifizio della messa di monsignor d. Francesco Gallo vescovo di Avellino... nella Quaresima del 1895 (1895)